# Rafael Márquez (ciclista)
Rafael Márquez Raigon (Montilla, provincia de Córdoba, 15 de junio de 1991) es un ciclista español que compitió con el equipo Inteja-MMR.

## Palmarés
Por el momento todavía no ha conseguido ninguna victoria como profesional del ciclismo.

## Equipos
- Inteja (2016-2017)
  - Inteja-MMR Cycling Team (2016)
  - Inteja Dominican Cycling Team (2017)